# 法伊根塔爾希默爾山

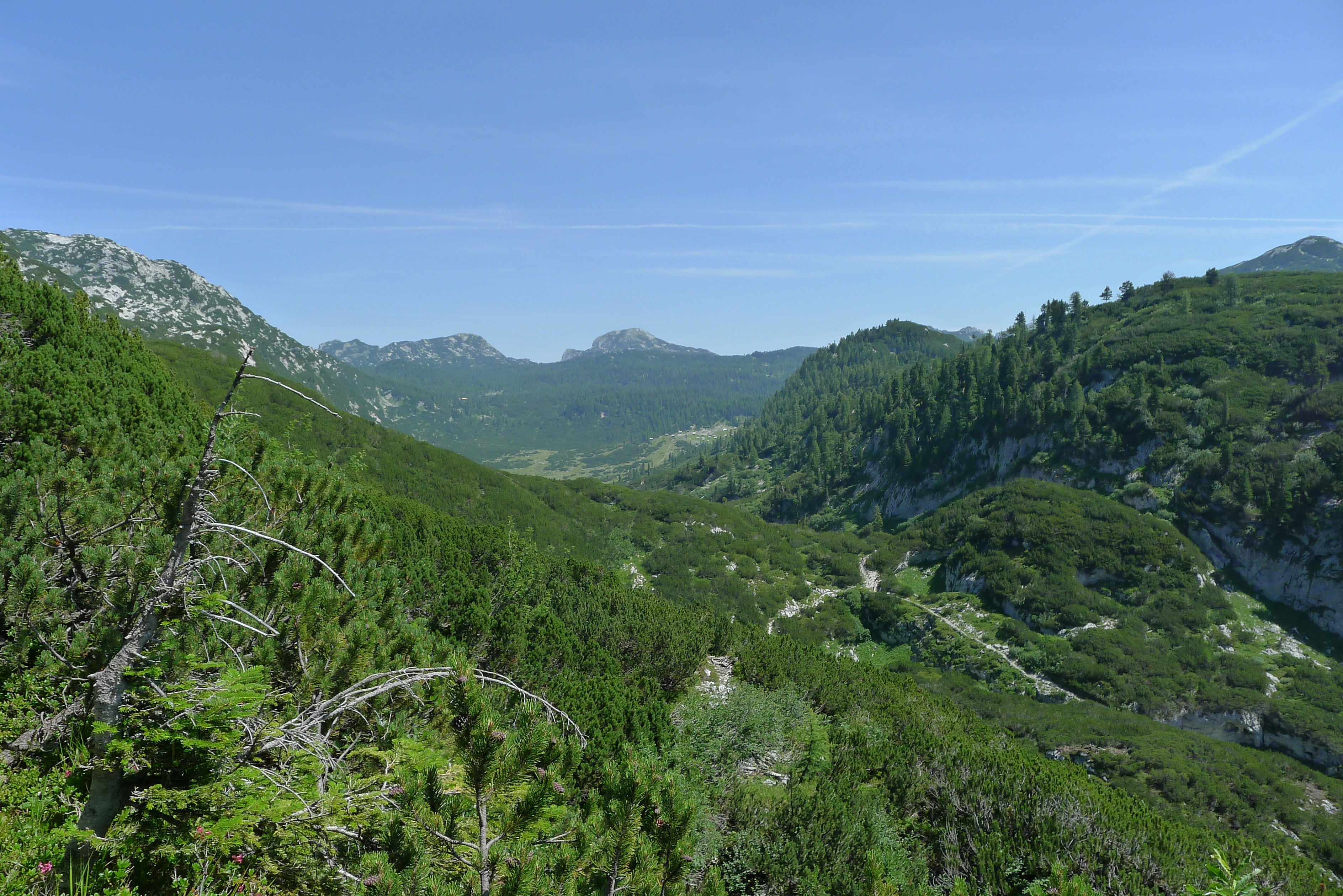

47°43′18″N 13°53′11″E / 47.721688°N 13.886467°E
法伊根塔爾希默爾山（德語：Feigentalhimmel），是奧地利的山峰，位於該國南部，處於上奧地利州和施泰爾馬克州接壤的邊界，屬於托特斯山脈的一部分，海拔高度1,984米，每年平均降雨量1,801毫米。